# Ateleopus
El género Ateleopus son peces marinos de la familia ateleopódidos, distribuidos por las costas de los océanos Índico y Pacífico.
Suelen ser batipelágicos, viviendo en las plataformas continentales posados sobre el lecho a gran profundidad.

## Especies
Existen cinco especies válidas en este género:
- Ateleopus indicus (Alcock, 1891)
- Ateleopus japonicus (Bleeker, 1854)
- Ateleopus natalensis (Regan, 1921)
- Ateleopus purpureus (Tanaka, 1915)
- Ateleopus tanabensis (Tanaka, 1918)